# Supermarine Seagull (1948)
Die Supermarine Seagull war ein Nachfolgemuster der Supermarine Walrus und der Sea Otter. Bereits 1922 vergab Supermarine an eine Variante der Seal zum ersten Mal den Namen Seagull.

## Entwicklung
Im Oktober 1940 gab das britische Air Ministry an Supermarine und Fairey die Spezifikation S. 12/40 für ein amphibisches Aufklärungs- und Beobachtungsflugzeug heraus, das auf Schiffen verstaut werden konnte und die erfolgreichen Walrus- und Sea-Otter-Flugboote ersetzen sollte. Supermarine bekam schließlich 1943 den Zuschlag für den Bau von drei Prototypen.
1944 wurde die Spezifikation in S. 14/44 geändert und ein Seeluftrettungs- und Aufklärungsflugzeug gefordert (das führte unter anderem zum Wegfall des Waffenturms). Durch die Aufgabe der Bedingung, die Maschine unter Deck mitzuführen, konnten die Abmessungen vergrößert und das stärkere Griffon-Triebwerk eingesetzt werden. Die offizielle militärische Bezeichnung war nun Seagull ASR Mk. I.
Der erste Prototyp flog am 14. Juli 1948, der zweite am 2. September 1949. Die Flugzeugträgererprobung fand im gleichen Jahr auf der Ark Royal und der Illustrious statt, wobei vor allem die Rückhaltevorrichtungen bei Trägerlandungen erprobt wurden. In den 1950er Jahren übernahmen aber Hubschrauber die Seeluftrettung; 1952 wurden alle Seagulls verschrottet.

## Konstruktion
Ursprünglich sollte das Muster sowohl als Eindecker als auch als Doppeldecker gebaut werden. Schließlich legte man sich doch auf den Eindecker fest. Um trotzdem die gewünschten Eigenschaften (sehr geringe Abrissgeschwindigkeit, Trägertauglichkeit) zu erreichen, wurde das Flugzeug mit einer speziellen Tragfläche mit variablen Anstellwinkel (ähnlich der späteren Vought F-8 Crusader von 1955), Vorflügeln und großen Flügelklappen versehen. Diese Technik wurde vorher mit der Supermarine Type 322 Dumbo erprobt und verlieh der Seagull eine Strömungsabrissgeschwindigkeit von unter 100 km/h. Bei höheren Geschwindigkeiten steigerte ein optimaler Einstellwinkel der Tragfläche außerdem die Reichweite.
Das Ganzmetall-Flugboot (vernietetes Alclad-Blech) war als Hochdecker ausgelegt; in der verkleideten Strebe waren die Kühler und der Lufteinlass des Triebwerks untergebracht (ursprünglich Rolls-Royce Merlin 30).

## Technische Daten (Type 381 Seagull ASR.I)
| Kenngröße                       | Daten                                                  |
| ------------------------------- | ------------------------------------------------------ |
| Besatzung                       | 3                                                      |
| Länge                           | 13,45 m                                                |
| Spannweite                      | 16,00 m                                                |
| Höhe (mit abgesenktem Leitwerk) | 4,77 m                                                 |
| Flügelfläche                    | 39,95 m²                                               |
| Flügelstreckung                 | 6,4                                                    |
| Leermasse                       | 4767 kg                                                |
| max. Startmasse                 | 6577 kg                                                |
| Steiggeschwindigkeit            | 436 m/min in 2133 m*                                   |
| Höchstgeschwindigkeit           | 418 km/h in 3596 m* 377 km/h in Meereshöhe*            |
| Dienstgipfelhöhe                | 7223 m*                                                |
| Reichweite                      | 1409 km*                                               |
| Höchstflugdauer                 | 6,5 h*                                                 |
| Triebwerk                       | ein Rolls-Royce Griffon 29 mit 1.840 PS (ca. 1.350 kW) |

* geschätzte Leistungsangaben